# 帕麗萊蒂·曹帕拉
帕麗萊蒂·曹帕拉（印度語：परिणीति चोपड़ा，英語：Parineeti Chopra，1988年10月22日—）是印度女演員。原本打算成為一名投資銀行家，
但在2009年從英國回到印度雅什－拉吉影片公司中擔任公關顧問並之後簽約成為演員。父親是一名商人，而她堂姐是印度女影星琵豔卡·喬普拉。
曹帕拉在2011年的愛情喜劇《Ladies vs Ricky Bahl》中首次演出，精彩的演技為她帶來獲得第57屆印度電影觀眾獎的最佳女新人獎項。她在2012年拍攝電影《Ishaqzaade》 ，此電影使曹帕拉獲得印度國家電影獎的特別評審獎。

## 外部連結
- 帕麗萊蒂·曹帕拉在互联网电影资料库（IMDb）上的資料（英文）
- 帕麗萊蒂·曹帕拉的Instagram帳戶